# Nalo Hopkinson
Nalo Hopkinson (Kingston, 20 de desembre de 1960) és una escriptora i editora canadenca i afrocaribenya de ficció especulativa. Actualment viu al sud de Califòrnia i és professora d'escriptura creativa a la Universitat de Califòrnia Riverside, on també forma part d'un grup de recerca de ciència-ficció. Gran part de la seva obra, tant novel·les com contes breus, beu de i incorpora la història i llengües del Carib, així com la tradició caribenya de narració oral i escrita. També es defineix com a escriptora negra i cuir. Ha rebut diversos premis i distincions per les seves obres de ciència-ficció.

## Influències
Nalo Hopkinson ha esmentat com a influències primerenques els llibres clàssics Els viatges de Gulliver i la Ilíada, els autors William Shakespeare, Derek Walcott, la poeta jamaicana Louise Bennett-Coverley, coneguda popularment com a Miss Lou (va ser una de les primeres en utilitzar el crioll jamaicà com a llengua de producció literària), Carlos Castaneda, les històries folklòriques del Carib recollides per l'acadèmic jamaicà Sir Philip Manderson Sherlock, les sèries infantils de televisió Rikki Tikki i Barri Sèsam, altres sèries televisives com I Dream of Jeannie, La tribu dels Brady o Embruixada, la pel·lícula western The Lone Ranger, Star Trek i els còmics de Marvel.

## Premis
Per la seva tasca com escriptora, Nalo Hopkinson va ser guardonada amb el premi John W. Campbell a la millor nova escriptora l'any 1999 i el premi de la fundació Ontario Arts Council a la millor escriptora emergent.
La seva òpera prima, Brown Girl in the Ring, va ser reconeguda des d'un bon principi, doncs va rebre el premi Warner Aspect a la primera novel·la l'any 1997, gràcies al qual va poder publicar aquesta obra, i el premi Locus l'any 1999. A més, la novel·la va ser nominada a altres premis, entre els quals cal destacar el premi Philip K. Dick.
L'any 2001 Midnight Robber va ser nominada al premi Hugo, al premi Nebula i al premi Sunburst i va quedar a la llista de finalistes dels premis James Tiptree Jr Memorial i Philip K. Dick.
La seva obra Skin Folk va rebre el Premi Mundial de Fantasia l'any 2002 i el premi Sunburst l'any 2003.
The Salt Roads va ser guardonada amb el premi Gaylactic Spectrum l'any 2004 amb motiu del seu tractament i exploració de temes cuir a la ficció especulativa i va ser nominada al premi Nebula aquell mateix any.
L'any 2008 la seva novel·la The New Moon's Arms va rebre el premi Aurora i el premi Sunburst, fet que la va convertir en la primera escriptora guardonada dues vegades amb aquest premi. Aquesta obra també va ser nominada l'any anterior als premis Nebula i Mythopoeic.
Les seves dues últimes novel·les, The Chaos i Sister Mine, van ser guardonades amb el premi Copper Cylinder l'any 2012 i el premi Andre Norton l'any 2013, respectivament.

## Obres

### Novel·les
- Brown Girl in the Ring (1998)
- Midnight Robber (2000)
- The Salt Roads (2003)
- The New Moon's Arms (2007)
- The Chaos (2012)
- Sister Mine (2013)

### Col·leccions i antologies
- Whispers from the Cotton Tree Root: Caribbean Fabulist Fiction (2000, antologia)
- Skin Folk (2001) (contes breus)
- Mojo: Conjure Stories (2003, antologia)
- So Long Been Dreaming (2004, antologia)
- Report From Planet Midnight (2012) (contes breus, entrevista i un discurs)
- Falling in Love With Hominids (2015) (contes breus)

### Narracions breus (només les primeres publicacions)
- "Slow Cold Chick" a l'antologia Northern Frights 5 (1998)
- "A Habit of Waste" a l'antologia Women of Other Worlds: Excursions through Science Fiction and Feminism (1999)
- "Precious" a l'antologia Silver Birch, Blood Moon (1999)
- "The Glass Bottle Trick" a l'antologia Whispers From the Cotton Tree Root: Caribbean Fabulist Fiction (2000)
- "Greedy Choke Puppy" and "Ganger (Ball Lightning)" a l'antologia Dark Matter: A Century of Speculative Fiction From the African Diaspora
- "Midnight Robber" (extracte de la novel·la) reimprès a Young Bloods: Stories from Exile 1972–2001 (2001)
- "Delicious Monster" a l'antologia Queer Fear II (2002)
- "Shift" a la revista Conjunctions: the New Wave Fabulists.
- "Herbal" a The Bakkanthology
- "Whose Upward Flight I Love" reimprès a African Voices
- "The Smile on the Face" a l'antologia Girls Who Bite Back: Witches, Mutants, Slayers and Freaks (2004)

### Còmics
- The Sandman Universe: House of Whispers (DC/Vertigo) (2018-)